# きとっピ
きとっピは、NHK富山放送局のマスコットキャラクターである。

## 概要
- 青い体で頭に白いパラボラアンテナがついている。立山連峰とチューリップをモチーフとした耳、ブリの尾びれのようなしっぽをもつ。
- 2022年の新会館オープンを記念し、新キャラクターとして登場した。
- 名前は一般公募で決定し、2021年2月18日に放送された「ニュース富山人」にて発表された。
- 常に雷鳥のかたちのポシェットを身につけている。番組内にイラストで登場する場合は、実際の雷鳥の羽の色と同じように春から秋頃は茶色、秋から春頃までは白色となっている。（ニュース富山人のオープニングアニメの中で、秋から冬のシーンでポシェットの色が変わる様子が見られる）

## アニメ「きとっピ誕生物語」
2022年4月にきとっピのルーツと現代までのストーリーを紹介するアニメ「きとっピ誕生物語」が制作された。それによると「太古の昔、立山より大きな山が噴火した際に転がった岩が富山湾までたどり着き、それが海底で雷に打たれ、たまごのように割れた中から誕生した」のがきとっピとのことである。
- アニメにおける担当声優は上田麗奈[1]。上田はNHK富山放送局の所在する富山県富山市出身である。
- きとっピは「ピ」しか話せない為、語りはライチョウ（担当声優は室井滋）が務める。

## テーマソング
- テーマソングは岡崎体育が作詞・作曲した「富山におるちゃ」で[1]、岡崎は曲作り中にX（当時はTwitter）でタイトルと歌詞の富山弁について使い方が正しいかを富山県民に呼びかけ確認している[2]。
- 曲に合わせた「きとっピダンス」も作成されており、立って踊る「きときと版」（富山弁で新鮮な、元気なの意味）と、座って踊る「やわやわ版」（富山弁でゆっくり、マイペースの意味）の2種類が存在する。公式サイトでダンス動画を募集しており、園児や学生、高齢者施設の利用者などが踊っている様子が「ニュース富山人」で放送されている。